# Blaisdon Red
Blaisdon Red es una variedad cultivar de ciruelo (Prunus domestica), de las denominadas ciruelas europeas,
una variedad de ciruela Se dice que surgió de un patrón de plántula, descubierto por el Sr. Dowding, en el pueblo de Blaisdon, Gloucestershire en 1892.
Las frutas tienen un tamaño medio a grande, ovalado, color de piel púrpura rojizo, y pulpa de color verdoso oscuro, con una textura dura, jugosa, y un sabor ácido, poco dulce, cocina muy bien.

## Sinónimos
- "Blaisdon".

## Historia
'Blaisdon Red' es una variedad de ciruela de Parentales desconocidos, que fue "descubierto" en un seto por John Dowding a finales del siglo XIX, registrado por primera vez en 1892, en el pueblo de Blaisdon, Gloucestershire Inglaterra (Reino Unido).
'Blaisdon Red' está cultivada en diversos bancos de germoplasma de cultivos vivos, tales como en National Fruit Collection (Colección Nacional de Fruta) de Reino Unido con el número de accesión: 1953-159 y Nombre Accesión : Blaisdon Red. Fue introducida en el "Probatorio Nacional de Fruta" para evaluar sus características en 1953.

## Características
'Blaisdon Red' árbol con una copa abierta y ancha. Autofértil, tiene un tiempo de floración que comienza a partir del 17 de abril con el 10% de floración, para el 21 de abril tiene una floración completa (80%), y para el 3 de mayo tiene un 90% de caída de pétalos.
'Blaisdon Red' tiene una talla de tamaño medio a grande (peso promedio 28,60 gr), de forma oval; epidermis recubierta de pruina muy abundante, espesa, blanquecina, pubescencia muy abundante por casi todo el fruto, pero sobre todo en el polo pistilar, la piel con color púrpura rojizo, punteado lenticelar abundante muy menudo; Pedúnculo de longitud mediano a largo (promedio de 14,85mm), fuerte, muy pubescente, casi tomentoso, ubicado en una cavidad del pedúnculo de anchura mediana y poca profundidad, medianamente rebajada en la sutura, y menos y más suavemente en el lado opuesto;pulpa de color verdoso oscuro, con una textura dura, jugosa, y un sabor ácido, poco dulce, cocina muy bien.
Hueso semi libre, rara vez libre, de tamaño mediano, elíptico, con ligera cresta ventral, con surco dorsal profundo y ancho; surcos laterales poco acusados, y las caras laterales semi-lisas en parte central, rugosas o escabrosas en zona pistilar y con bastantes orificios junto a zona dorsal.
Su tiempo de recogida de cosecha se inicia en su maduración de la tercera decena de agosto a la primera decena de septiembre.

## Usos
La ciruela 'Blaisdon Red' tienen numerosas aplicaciones en usos culinarios, preferentemente en la elaboración de mermeladas.